# Budżet państwa
Budżet państwa – podstawowy plan finansowy obejmujący dochody i wydatki państwa (władzy rządowej), uchwalany na okres roku budżetowego (w większości krajów rok budżetowy pokrywa się z rokiem kalendarzowym, ale np. w Wielkiej Brytanii zaczyna się w kwietniu, w Stanach Zjednoczonych w październiku).
Jako dochody budżetu państwa uwzględnia się m.in.: wpływy z podatków pośrednich i bezpośrednich, dochody niepodatkowe (np. cła), dochody jednostek budżetowych oraz dochody zagraniczne. Mianem wydatków określa się m.in. koszty dotacji, obsługi długu publicznego, obsługi sfery budżetowej, rozliczeń z bankami, subwencji dla gmin oraz rezerw ogólnych.
Termin „budżet” pochodzi z łacińskiego bulga, oznaczającego skórzany mieszek przeznaczony do zbierania dochodów. Słowo to przyjęło się następnie w wielu językach (ang. budget, starofr. bougette, fr. le budget). Dla historycznego rozwoju instytucji budżetu znaczenie miało kilka zdarzeń, które rozstrzygnęły o jej współczesnym kształcie, wśród których – poza oddzieleniem majątku publicznego od majątku królewskiego – wymienić należy rozwijanie stosunków towarowo-pieniężnych, parlamentaryzmu, funkcji socjalnych i gospodarczych państwa, rozwój międzynarodowych stosunków gospodarczych i finansowych oraz procesy integracyjne zachodzące we współczesnym świecie. Pierwszy polski budżet został uchwalony przez Sejm w roku 1768 i był jednym z wcześniejszych w Europie.

## Pojęcie budżetu państwa
Budżet państwa to zarówno:
- plan dochodów i wydatków oraz przychodów i rozchodów organów władzy publicznej, w tym organów administracji rządowej, organów kontroli i ochrony prawa, sądów i trybunałów sporządzony na okres roku budżetowego,
- fundusz scentralizowanych środków pieniężnych gromadzonych i rozdzielanych w ciągu roku, w związku z realizacją zadań państwa,
- jak i akt normatywny najwyższej rangi, ponieważ jest uchwalany w formie ustawy.

W związku z tym pojęcie budżetu państwa może być rozumiane w trzech aspektach:
- ekonomicznym – pewien fundusz pieniężny,
- prawnym – pewien akt normatywny,
- technicznym (konstrukcja techniczna) – wszelkie czynności związane z gromadzeniem i wydatkowaniem środków budżetowych.

Budżet państwa stanowi prawną podstawę działalności władzy wykonawczej (rządu). Jest upoważnieniem dla władzy wykonawczej do dokonywania wydatków i ściągania dochodów. Jest zarazem aktem upoważniającym władzę wykonawczą do gospodarowania publicznymi funduszami. Uchwalenie budżetu, a następnie przyjęcie sprawozdania z jego wykonania, jest aktem politycznego zaufania władzy ustawodawczej dla rządu. Przyjęcie budżetu następuje w wyniku konsensusu między władzą ustawodawczą i wykonawczą oraz grupami interesów.

## Funkcje budżetu państwa
Funkcje budżetu odzwierciedlają jego istotę i rolę w procesie społeczno-ekonomicznym państwa. Mogą one wpływać pobudzająco na rozwój gospodarczy kraju lub go ograniczać. Są to:
- funkcja redystrybucyjna – budżet państwa, przejmując podatki, cła i inne opłaty od przedsiębiorstw i gospodarstw domowych dokonuje ich rozdziału pomiędzy inne podmioty, zarówno w wyniku transferów nieodpłatnych (renty, emerytury, pomoc publiczna, nieoprocentowane kredyty), jak i przez zakup dóbr i usług na rynku;
- stabilizacyjna – budżet łagodzi wahania cyklu koniunkturalnego i zapewnia zrównoważony wzrost gospodarki;
- fiskalna – budżet przejmuje podatki, cła i inne opłaty;
- bodźcowa/stymulująca – przez redystrybucję dochodu budżet (zwłaszcza zakupy dóbr i usług, ale także dotacje i subwencje) stymuluje działalność podmiotów gospodarczych, podaż, popyt i ceny.

## Zasady budżetowe
Tworzenie budżetu państwa wymaga spełnienia szczegółowych zasad, które określają pożądane cechy budżetu, dotyczące zakresu treści budżetu oraz jego konstrukcji. Do najważniejszych z nich należą:
- zasada równowagi – postulat, aby kwota planowanych wydatków znalazła pełne pokrycie w przewidywanych dochodach, co sprowadza się do bilansowania budżetu w taki sposób, aby nie generował on deficytu budżetowego;
- zasada jedności formalnej – zgodnie z którą w jednym czasie w jednym państwie może istnieć tylko jeden budżet, gdyż tylko w takiej sytuacji jest możliwe sprawowanie realnego nadzoru władz ustawodawczych nad władzami wykonawczymi. W Polsce przeczy tej zasadzie istnienie parabudżetów, jakimi są fundusze celowe;
- zasada jedności materialnej – postuluje, aby wszystkie dochody wpływały do jednego budżetu i z niego były finansowane wszystkie wydatki. Wyklucza to możliwość związania określonego wydatku z konkretnym źródłem dochodu, jak to było np. w przypadku tzw. podatku drogowego;
- zasada powszechności – wszystkie podmioty gospodarki publicznej powinny być powiązane z budżetem albo metodą finansowania brutto (bezpośrednio) albo netto (pośrednio);
- zasada zupełności (ustrojowo-konstytucyjna) – określa udział państwa w gospodarce (teoretycznie rozwiązanie tego problemu nie istnieje). Istnieją tutaj dwa podejścia:
  - podejście klasyczne – zakłada, że zasada zupełności zachowana jest wówczas, gdy wszelka działalność gospodarcza państwa znajduje swoje odzwierciedlenie w budżecie. Takie ujęcie problemu dopuszcza jedynie finansowanie bezpośrednie, a więc budżetowanie brutto. Wszystkie dochody i wydatki jednostek budżetowych są ujmowane wówczas w planie budżetowym jako dochody i wydatki budżetu,
  - podejście modernistyczne – uznaje zasadę zupełności budżetowej za spełnioną, jeśli jednostki sektora publicznego mają jakiekolwiek powiązanie z budżetem państwa. Jest to tzw. finansowanie budżetowe pośrednie lub budżetowanie netto. Jednostki budżetowe rozliczają się wówczas z budżetem według salda debetowego lub kredytowego, dotyczącego zakładów budżetowych, gospodarstw pomocniczych i środków zgromadzonych na wydzielonym rachunku dochodów własnych;
- zasada dualizmu budżetowego – postuluje opracowywanie, poza budżetem operacyjnym (obowiązującym w cyklach rocznych), budżetu majątkowego w cyklach dwu- lub trzyletnich. Zasada w Polsce nie jest realizowana;
- zasada szczegółowości – wydatki i dochody budżetu powinny być ujęte ze stosowną szczegółowością, związaną z określeniem zakresu swobody władzy wykonawczej. Celem realizacji tej zasady jest ograniczenie możliwości nadinterpretacji i nadużyć w trakcie wykonywania budżetu. Zasada ma związek z klasyfikacją budżetową;
- zasada operatywności – budżet wymaga opracowania w układzie podmiotowym, co oznacza wskazanie zadań zarówno w zakresie gromadzenia dochodów, jak i realizacji wydatków dla konkretnych podmiotów;
- zasada przejrzystości – budżet powinien być przedstawiony parlamentowi i społeczeństwu w możliwie przejrzystym układzie, spopularyzowany w środkach masowego przekazu, ułatwiając przez to ocenę jego wykonania;
- zasada jawności – postuluje jawność procesu przygotowywania, uchwalania, realizacji i kontroli budżetu. Zarówno ustawa budżetowa, jak i sprawozdanie z jej realizacji mają być ogłaszane w sposób ogólnodostępny (Dziennik Ustaw);
- zasada gospodarności (racjonalności) – wymaga racjonalnego, czyli oszczędnego, wydatkowania środków budżetowych;
- zasada realności – postuluje maksymalną precyzję w planowaniu dochodów i wydatków (część doktryny tej zasady nie uznaje);
- zasada jednoroczności (rygoru budżetowego) – zasada, przyjmująca coroczność, periodyczność budżetu;
- zasada uprzedniości – zasada uchwalenia budżetu przed terminem jego obowiązywania, a więc przed rozpoczęciem nowego roku budżetowego. Od zasady tej istnieją pewne odstępstwa:
  - prerogacja budżetu – przedłużenie ważności budżetu ubiegłorocznego na pewien okres roku następnego,
  - prowizorium budżetowe – skrócona wersja ustawy budżetowej,
  - funkcjonowanie gospodarki budżetowej w oparciu o projekt budżetu. Polskie prawo dopuszcza jedynie prowizorium jako odstępstwo od zasady uprzedniości.

## Budżet państwa a ustawa budżetowa
Ustawa budżetowa jest pojęciem szerszym. Budżet jest jednym, ale nie jedynym załącznikiem do ustawy. Załącznikami są np. zestawienie przychodów i wydatków zakładów budżetowych, gospodarstw pomocniczych jednostek budżetowych, plany przychodów i wydatków państwowych funduszy celowych. Ustawa budżetowa zawiera więc budżet i inne plany finansowe. Budżet jest podstawowym planem, za pośrednictwem którego dokonuje się znaczącej kwoty wydatków.

## Dochody i wydatki budżetowe

### Dochody budżetowe
Klasyfikacja:
- bezzwrotne: podatki, cła i czynsze;
- zwrotne: kredyty, pożyczki, weksle i obligacje.

### Wydatki budżetowe
Klasyfikacja według działów:
- rolnictwo,
- nauka,
- oświata i wychowanie,
- szkolnictwo wyższe,
- ochrona zdrowia,
- opieka społeczna,
- administracja publiczna,
- wymiar sprawiedliwości,
- urzędy naczelnych organów władzy,
- ubezpieczenia społeczne,
- obrona narodowa,
- bezpieczeństwo publiczne.

Klasyfikacja według przeznaczenia:
- dotacje do podmiotów gospodarczych,
- dotacje do gospodarstw komunalnych i mieszkalnictwa,
- ubezpieczenia społeczne,
- obsługa długu krajowego,
- obsługa zadłużenia zagranicznego,
- subwencje dla gmin,
- wydatki bieżące jednostek budżetowych,
- wydatki inwestycyjne.

Wydatki mogą być finansowane z:
1. podatków (przy zrównoważonym budżecie): według twierdzenia Haavelma (o zrównoważonym budżecie) wzrost wydatków państwa o 1 £, który jest finansowany przez taki sam wzrost podatków, zwiększa dochód o 1 £. Oznacza to, że każdy cel dotyczący dochodu można zrealizować bez konieczności zwiększania deficytu budżetowego.
2. za pomocą deficytu: wydatki finansowane deficytem mogą bardziej stymulować dochód i zatrudnienie. W ramach tego sposobu wyróżnia się:
  - finansowanie przez kreację dodatkowej bazy monetarnej – jeśli jest dokonywane w drodze bezpośredniego „drukowania” pieniądza, to praktycznie nie powoduje kosztów. Jeśli dokonuje się go za pośrednictwem porozumień między rządem a bankiem centralnym, które ustalają stopę procentową na poziomie niższym od rynkowego, to wówczas generuje minimalne koszty;
  - finansowanie za pośrednictwem emisji obligacji państwowych – ten sposób jest bardziej kosztowny. Pozostawia bazę monetarną na niezmienionym poziomie i powoduje wzrost stóp procentowych. Jego skutkiem jest m.in. wypieranie przez wydatki państwa inwestycji prywatnych.

## Budżet państwa w Polsce
W Polsce budżet państwa jest uchwalany w formie ustawy budżetowej na okres roku zwanego rokiem budżetowym, który pokrywa się z rokiem kalendarzowym. Następnie budżet jest ogłaszany w Dzienniku Ustaw jako ustawa budżetowa i staje się wówczas aktem prawnym umożliwiającym organom wykonawczym jego realizację.
W wyjątkowych sytuacjach, np. z powodu trudności politycznych, gospodarczych, czy też klęsk żywiołowych, gdy Rada Ministrów nie może w ustawowym terminie przedstawić parlamentowi projektu ustawy budżetowej na cały rok, wówczas przedkłada parlamentowi projekt ustawy o prowizorium budżetowym, czyli przejściowym planem finansowym, w którym dochody i wydatki są ujęte w okresie krótszym niż rok. Prowizorium traci moc z chwilą uchwalenia ustawy budżetowej.
W historii Polski po 1989 roku tylko jeden raz zdarzyło się, że wykonanie budżetu zostało negatywnie ocenione przez Najwyższą Izbę Kontroli, co miało miejsce w odniesieniu do roku 2022.

### Kwoty dochodów i wydatków zapisane w ustawach budżetowych
| Rok  | Dochody         | Wydatki         | Deficyt/Nadwyżka |
| ---- | --------------- | --------------- | ---------------- |
| 2025 | 632 848 215 000 | 921 618 215 000 | -288 770 000 000 |
| 2024 | 682 375 747 000 | 866 375 747 000 | -184 000 000 000 |
| 2023 | 604 500 000 000 | 672 500 000 000 | –68 000 000 000  |
| 2022 | 491 936 950 000 | 521 836 950 000 | –29 900 000 000  |
| 2021 | 404 484 028 000 | 486 784 028 000 | –82 300 000 000  |
| 2020 | 398 671 644 000 | 508 019 293 000 | –109 347 649 000 |
| 2019 | 387 734 520 000 | 416 234 520 000 | –28 500 000 000  |
| 2018 | 355 705 405 000 | 397 197 405 000 | –41 492 000 000  |
| 2017 | 325 428 002 000 | 384 773 502 000 | –59 345 500 000  |
| 2016 | 313 808 526 000 | 368 548 526 000 | –54 740 000 000  |
| 2015 | 286 700 000 000 | 336 680 000 000 | –49 980 000 000  |
| 2014 | 277 782 224 000 | 325 287 369 000 | –47 505 145 000  |
| 2013 | 275 729 440 000 | 327 294 440 000 | –51 565 000 000  |
| 2012 | 293 766 128 000 | 328 765 688 000 | –34 999 560 000  |
| 2011 | 273 144 394 000 | 313 344 394 000 | –40 200 000 000  |
| 2010 | 249 006 601 000 | 301 220 817 000 | –52 214 216 000  |
| 2009 | 303 034 805 000 | 321 221 112 000 | –18 186 307 000  |

### Wykonanie budżetu państwa
| Rok             | Dochody         | Wydatki         | Deficyt/Nadwyżka | Deficyt w % PKB |
| --------------- | --------------- | --------------- | ---------------- | --------------- |
| 2024 (szacunek) | 623 400 000 000 | 834 300 000 000 | –210 900 000 000 |                 |
| 2023 (szacunek) | 574 100 000 000 | 659 700 000 000 | –85 600 000 000  |                 |
| 2022            | 504 820 800 000 | 517 398 900 000 | –12 578 100 000  |                 |
| 2021            | 494 843 500 000 | 521 216 800 000 | –26 373 400 000  | –1,8            |
| 2020            | 419 795 700 000 | 504 776 000 000 | –84 980 500 000  | –6,9            |
| 2019            | 400 535 255 000 | 414 273 014 000 | –13 737 759 000  | –0,7            |
| 2018            | 380 048 140 000 | 390 454 347 000 | –10 406 208 000  | –0,2            |
| 2017            | 350 414 702 000 | 375 768 453 000 | –25 353 751 000  | –1,3            |
| 2016            | 314 683 570 000 | 360 843 115 000 | –46 159 545 000  | –2,5            |
| 2015            | 289 136 706 000 | 331 743 437 000 | –42 606 731 000  | –2,6            |
| 2014            | 283 542 707 000 | 312 519 527 000 | –28 976 820 000  | –3,4            |
| 2013            | 279 151 205 000 | 321 345 286 000 | –42 194 081 000  | –4,1            |
| 2012            | 287 595 114 000 | 318 001 861 000 | –30 406 746 000  | –3,7            |
| 2011            | 277 557 221 000 | 302 681 609 000 | –25 124 388 000  | –4,8            |
| 2010            | 250 302 781 000 | 294 893 878 000 | –44 591 097 000  | –7,3            |
| 2009            | 274 183 500 000 | 298 028 478 000 | –23 844 979 000  | –1,8            |
| 2008            | 253 547 261 000 | 277 893 478 000 | –24 348 216 000  | –1,9            |
| 2007            | 236 367 532 000 | 252 323 889 000 | –15 956 357 000  | –1,4            |
| 2006            | 197 639 812 000 | 222 702 946 000 | –25 063 134 000  | –2,4            |
| 2005            | 179 772 217 000 | 208 132 944 000 | –28 360 727 000  | –2,9            |
| 2004            | 156 281 202 000 | 197 698 320 000 | –41 417 118 000  | –4,5            |
| 2003            | 152 110 586 000 | 189 153 592 000 | –37 043 006 000  | –4,4            |
| 2002            | 143 519 843 000 | 182 922 448 000 | –39 402 606 000  | –5,0            |
| 2001            | 140 526 895 000 | 172 885 211 000 | –32 358 315 000  | –4,3            |
| 2000            | 135 663 897 000 | 151 054 929 000 | –15 391 032 000  | –2,1            |

### Szacunkowe wykonanie budżetu w rozbiciu na miesiące w mln zł
| Rok  | I       | I       | I       | II      | II      | II      | III     | III     | III     | IV      | IV      | IV      | V       | V       | V       | VI      | VI      | VI      |
| Rok  | Dochody | Wydatki | Różnica | Dochody | Wydatki | Różnica | Dochody | Wydatki | Różnica | Dochody | Wydatki | Różnica | Dochody | Wydatki | Różnica | Dochody | Wydatki | Różnica |
| ---- | ------- | ------- | ------- | ------- | ------- | ------- | ------- | ------- | ------- | ------- | ------- | ------- | ------- | ------- | ------- | ------- | ------- | ------- |
| 2021 | 40 656  | 34 010  | 6 646   | 30 441  | 36 210  | -5 769  | 29 959  | 34 254  | -4 295  | 46 011  | 33 433  | 12 578  | 34 412  | 34 221  | 191     |         |         |         |
| 2020 | 40 271  | 36 845  | 3 426   | 29 661  | 36 400  | -6 739  | 26 265  | 32 308  | -6 043  | 33 442  | 42 970  | -9 528  | 27 430  | 34 429  | -6 999  | 40 324  | 31 561  | 8 763   |
| 2019 | 38 737  | 32 150  | 6 587   | 26 039  | 33 421  | -7 382  | 25 313  | 29 206  | -3 693  | 39 678  | 35 265  | 4 413   | 32 677  | 34 760  | -2 083  | 29 534  | 32 417  | -2 883  |
| 2018 | 35 191  | 26 629  | 8 562   | 26 829  | 30 930  | -4 101  | 26 449  | 27 782  | -1 333  | 36 693  | 30 497  | 6 196   | 28 846  | 28 585  | 261     | 27 999  | 28 049  | -50     |
| 2017 | 36 957  | 30 208  | 6 749   | 23 985  | 29 879  | -5 894  | 24 305  | 27 444  | -3 139  | 31 765  | 30 349  | 1 416   | 26 277  | 25 612  | 665     | 33 412  | 27 349  | 6 063   |
| 2016 | 30 725  | 28 965  | 1 760   | 25 440  | 30 299  | -4 859  | 20 653  | 27 142  | -6 489  | 28 568  | 30 105  | -1 537  | 23 742  | 26 100  | -2 358  | 22 474  | 27 684  | -5 210  |
| 2015 | 28 123  | 28 703  | -580    | 19 029  | 29 780  | -10 751 | 20 630  | 26 003  | -5 373  | 28 289  | 28 285  | 3       | 20 207  | 23 144  | -2 937  | 20 737  | 27 248  | -6 511  |

| Rok  | VII     | VII     | VII     | VIII    | VIII    | VIII    | IX      | IX      | IX      | X       | X       | X       | XI      | XI      | XI      | XII     | XII     | XII     |
| Rok  | Dochody | Wydatki | Różnica | Dochody | Wydatki | Różnica | Dochody | Wydatki | Różnica | Dochody | Wydatki | Różnica | Dochody | Wydatki | Różnica | Dochody | Wydatki | Różnica |
| ---- | ------- | ------- | ------- | ------- | ------- | ------- | ------- | ------- | ------- | ------- | ------- | ------- | ------- | ------- | ------- | ------- | ------- | ------- |
| 2020 | 38 413  | 37 589  | 824     | 33 103  | 30 107  | 2 996   | 35 594  | 36 058  | -464    | 39 469  | 37 777  | 1 692   | 38 515  | 39 650  | -1 135  | 37 349  | 109 159 | -71 810 |
| 2019 | 36 589  | 36 331  | 258     | 34 078  | 31 276  | 2 802   | 33 184  | 32 990  | 194     | 36 864  | 38 270  | -1 406  | 34 216  | 32 906  | 1 310   | 33 467  | 45 251  | -11 783 |
| 2018 | 30 149  | 40 541  | -10 392 | 31 304  | 29 395  | 1 909   | 29 402  | 27 270  | 2 132   | 36 552  | 33 259  | 3 293   | 33 981  | 29 397  | 4 584   | 36 682  | 58 160  | -21 478 |
| 2017 | 29 404  | 32 913  | -3 509  | 28 917  | 26 384  | 2 533   | 27 240  | 28 349  | -1 109  | 32 758  | 33 864  | -1 106  | 28 243  | 33 324  | -5 081  | 27 236  | 50 183  | -22 947 |
| 2016 | 37 055  | 32 658  | 4 397   | 25 873  | 26 506  | -633    | 24 078  | 29 794  | -5 686  | 30 015  | 34 048  | -4 033  | 25 862  | 28 785  | -2 923  | 20 200  | 38 788  | -18 588 |
| 2015 | 26 465  | 26 908  | -443    | 23 758  | 23 027  | 731     | 22 809  | 28 084  | -5 275  | 28 865  | 32 247  | -3 352  | 24 853  | 26 494  | -1 641  | 25 372  | 31 851  | -6 479  |

### Pierwszy budżet Polski
Za pierwszy budżet Polski uważa się "Percepty i ekspensy wszystkich intrat i skarbów obojga narodów podług niżej opisanych tabel” Sejmu z 1768 (czasy gdy władał Stanisław August Poniatowski).
Wpływy miały wynieść  17 mil złotych, podczas gdy wyniosły 9 mil złotych. Połowa wydatków była przeznaczona na wojsko.